# Betxí
Pour le village de l'âge du bronze situé à Paterna, voir Lloma de Betxí.
Betxí, en valencien et officiellement (Bechí en castillan), est une commune d'Espagne de la province de Castellón dans la Communauté valencienne. Elle est située dans la comarque de Plana Baixa et dans la zone à prédominance linguistique valencienne. Cette commune est jumelée avec le village Alairac (France)

## Géographie

Localisation de Betxí
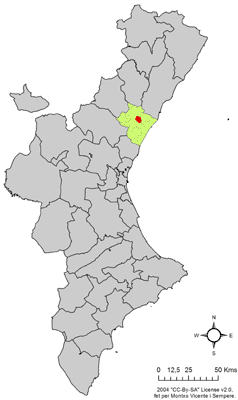
dans la Communauté valencienne.
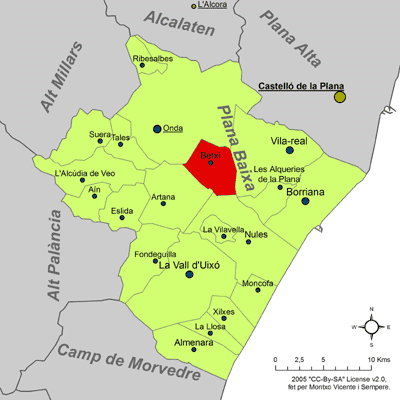
dans la comarque de Plana Baixa.